# Jordà de Catalunya
Jordà de Catalunya, també conegut com a Iordanus Catalani o simplement Jordanus (fl. 1302-1330) fou un explorador de l'Àsia i missioner dominic català conegut per haver escrit les Meravelles descrites (Mirabilia descripta), on explica les meravelles d'Orient. Fou el primer ibèric que va trepitjar l'Índia, un dels primers europeus que hi va anar de missioner i el primer bisbe catòlic del subcontinent Indi, nomenat pel papa Joan XXII.

## Biografia

### Missioner
El frare Jordà, missioner a Orient, ha estat considerat al llarg dels segles, consecutivament, portuguès, italià, català i francès. Tanmateix, la butlla papal en què l'anomena bisbe el cita com a Iordanus Catalani, cosa que no deixa dubtes sobre la seva nació (era comú a l'època que els monjos –i fins i tot els bisbes sota aquell mateix papat– fossin citats pel nom de religió –en prendre l'hàbit– i el genticili, com per exemple, un altre missioner –i possiblement el mentor del mateix Jordà–, Hieronymus Catalani o Jeroni de Catalunya, bisbe de Cafa. Tanmateix, un encapçalament probablement apòcrif d'una còpia llatina posterior de Mirabilia descripta, amaga la seva condició de "catalanus" i el fa natiu o oriünd de "Severaco", potser Severac del Castèl, al nord-est de Tolosa., a Occitània. Jordà ja havia estat a Pèrsia alguns anys abans d'unir-se a un grup de franciscans que, amb dos genovesos, foren enviats com a missioners a la Xina el 1320. Després d'haver salpat d'Ormús, en el seu camí cap a la Xina els frares van arribar al port de Tana (ara Thane), situat a l'illa de Salsete, a prop de Bombai, que en aquell moment era un dels ports principals de l'Índia. Jordà se separà de la resta per anar a visitar la comunitat cristiana de Supara, a prop de Bassaim (ara Vasai), a pocs quilòmetres de Bombai i Tana. Quan s'assabentà que els franciscans havien estat detinguts a Thane, va marxar a buscar-los però ja era massa tard, ja que havien mort martiritzats entre el 9 i l'11 d'abril de 1321.
El 21 d'octubre de 1321 manifestà en una carta el seu desig d'establir-se a Etiòpia, però en comptes d'això va romandre als territoris on havien mort els seus companys per a batejar la població. El 1324 encara vivia a Thane, on va confiar les restes dels màrtirs a Odoric de Pordenone, que les hauria enterrat a la Xina. En aquesta època va descriure les activitats comercials entre l'Índia i Egipte i va suggerir una presència naval del Papa a l'Oceà Índic per afeblir el soldà d'Alexandria i facilitar la recuperació de Terra Santa.

### Bisbe

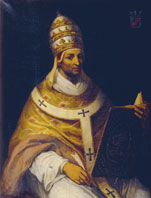
Joan XXII (1316 - 1334) fou el papa que el nomenà bisbe de Quilon el 1329

No se'n sap res més fins que, a Avinyó, el papa Joan XXII el nomenà bisbe de Columbo (després Coulão, Quilon i ara Kollam), a l'abril del 1329. El Papa li donà informació dels nestorians establerts a Columbo (denominació a l'Atles Català de 1375) en una carta escrita en llatí que demostra que el papa tenia un coneixement detallat de la situació a la zona. Jordà de Catalunya afirmava que enviant dos o tres centenars de missioners a l'Índia seria fàcil convertir més de 10.000 cismàtics. Va ser durant aquests anys a Avinyó que va escriure la seva principal obra: Mirabilia descripta.
Jordà no va marxar d'Avinyó abans del setembre de 1330, i ho va fer amb cartes de recomanació per als governants indis i per a l'emperador d'Etiòpia, que eren zones que formaven part del seu bisbat. Jordà coneixia bé els governants etíops (videt: Abissínia i Núbia) gràcies als mercaders cristians, de fet, fou el primer a escriure, el 1328, que el Preste Joan era l'emperador d'Etiòpia. Si bé ja hi havia hagut diversos contactes a través d'altres bisbats de Pèrsia i alguns missioners llatins ja hi havien arribat, se li confià a Jordà la missió concreta d'establir relació directa amb els governants etíops, però no ho va fer mai. No se sap res del final de la seva vida.

## Obra

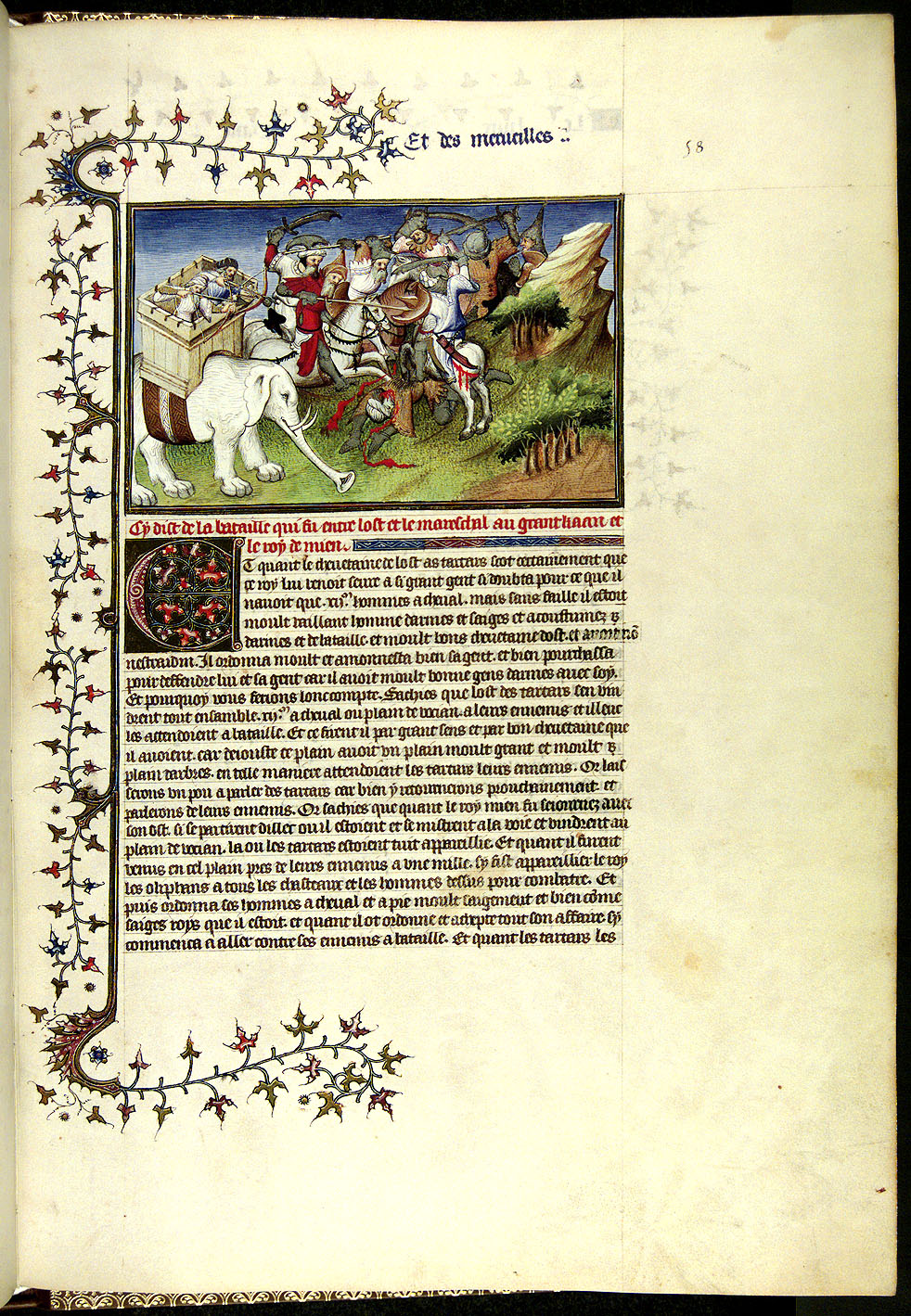
Una pàgina del manuscrit de "Il miglione" del seu contemporani, Marco Polo, 1254-1324

Pel que fa als seus escrits, es conserven algunes Epístoles del bisbe Jordà com la que devia arribar a Marí Sanuto (1306-1321), potser a través del bisbe Jeroni de Catalunya, perquè una flota cristiana arribés als mars de l'Índia. Cartes com aquesta van servir d'esborrany per a la Passió dels Franciscans de Tana, un escrit que va refondre Francesc de Pisa. La seva obra més coneguda, tot i que durant l'Edat Mitjana va tenir una circulació limitada, són els Mirabilia.

### Mirabilia descripta
Abans de sortir a Malabar com a bisbe, Jordà va dictar o escriure la seva  Mirabilia descripta , que a partir de l'evidència interna només es pot fixar dins del període 1327-1330; en aquest informe va proporcionar la millor descripció del seu temps sobre les regions de l'Índia, els productes, el clima, els costums, la fauna i flora, etc., tot i que no va tenir ni de lluny la difusió que a l'edat mitjana va tenir per tot Europa el Llibre de Meravelles de Marco Polo, ni tan sols la de l'Itinerarium del frare Odoric de Pordenone, que a més a més l'ignora completament per motius desconeguts. Pel que fa a la navegació, els seus escrits van permetre conèixer tecnologies que aviat s'incorporarien a occident, com les cabines als vaixells per als comerciants.
En la seva triple divisió de l'Índia, l'Índia Major comprèn des de les Costes de Malabar a Cotxinxina; mentre que l'Índia Menor s'estén des de Sind (o potser del Balutxistan) a les Costes de Malabar; i l'Índia Terça inclou una ampla regió-costanera sense definir a l'oest del Balutxistan, arribant fins a Etiòpia i el domini del Preste Joan.
Fa referència a la residència de l'autor a l'Índia Major i especialment a Kollam, així com als seus viatges per Armènia, al nord-oest de Pèrsia, a la regió del llac de Van, i a Caldea; i subministra excel·lents descripcions de les doctrines dels parsis, dels costums funeraris, del culte hindú al bou, d'ídols i rituals, del sati o suïcidi de les vídues a la pira funerària del marit, així com sobre les fruites de l'Índia, les seves aus, els seus animals en general i els seus insectes. Finalment la seva pista es perd i després del 8 d'abril de 1330 no tenim cap més notícia sobre el bisbe Jordà. 